# Cyathea grayumii
Cyathea grayumii là một loài dương xỉ trong họ Cyatheaceae. Loài này được A. Rojas mô tả khoa học đầu tiên năm 2001.